# Königgrätzer Kreis

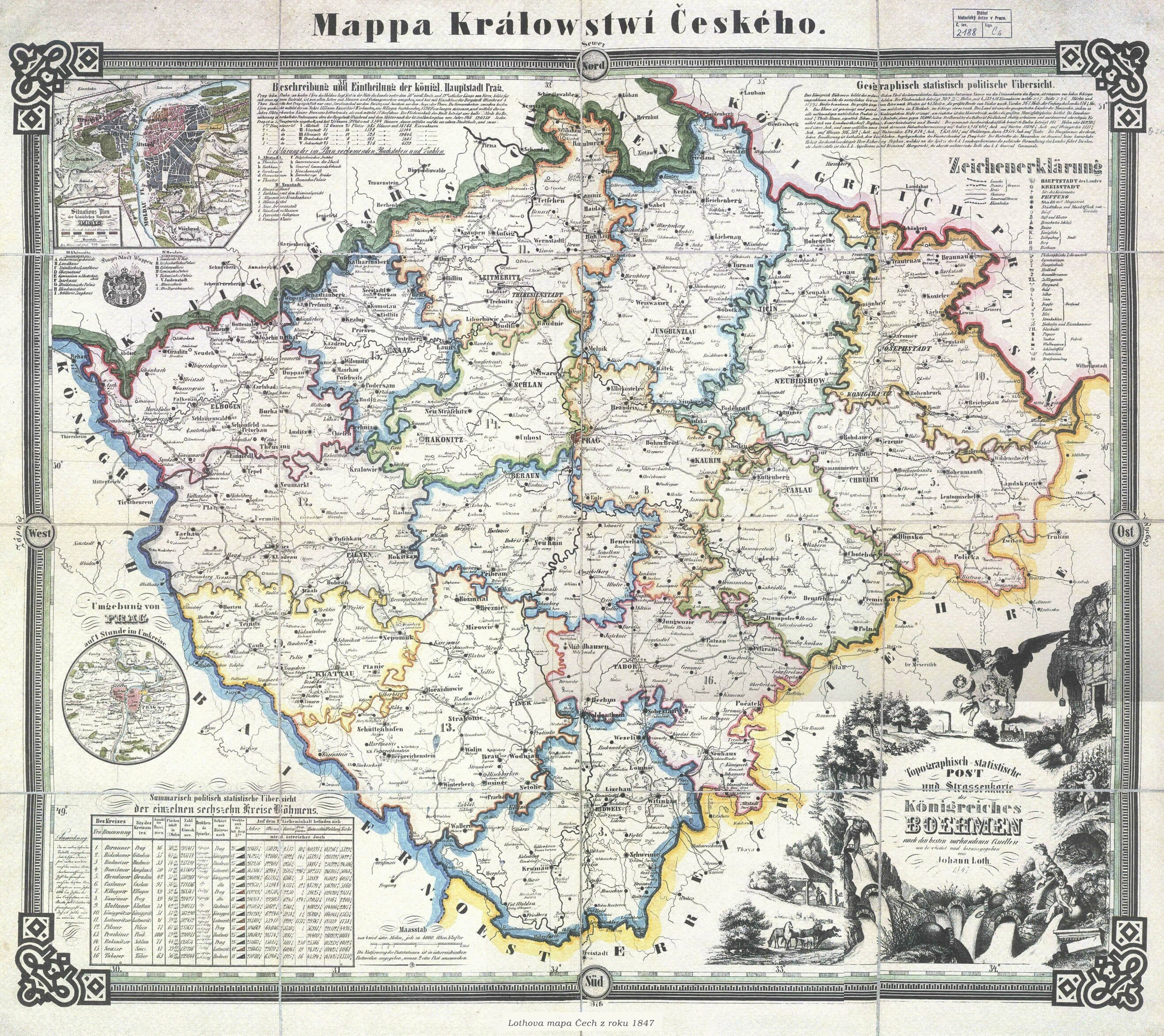
Böhmische Kreise 1847

Der Königgrätzer Kreis (Hradecký kraj) war ein Verwaltungsbezirk im nordöstlichen Teil des Königreichs Böhmen, benannt nach der Stadt Königgrätz (tschechisch Hradec Králové), dessen Kreishauptmann seinen Sitz im Kreisamtsgebäude in dieser Stadt hatte.
Er gehörte zu den alten böhmischen Kreisen und wurde 1748 gemäß den damaligen Verwaltungsreformen umorganisiert. Mit den Verwaltungsreformen nach 1848 fungierten die Kreise nur mehr als Aufsichtsbehörde und wurden 1867 durch das feingliedrigere System der Politischen Bezirke ersetzt (siehe Liste der Bezirke in Böhmen).

## Bewohner
Zum Kreis gehörten 54 Dominien und 575 Katastralgemeinden. Im Kreis bestanden um 1845 16 Städte, 24 Marktflecken und 628 Dörfer sowie 927 Einschichten.
Die einheimische Einwohnerzahl des Kreises wird auf der Grundlage der Zählung von 1843 mit 360.454 Personen angegeben. Nach dem Bunzlauer Kreis war der Königgrätzer Kreis in den Jahren 1843 und 1844 die geburtenstärkste Region unter den böhmischen Kreisen, jedoch ebenso an zweiter Stelle mit der Mortalitätsrate.
Im Kreis bestanden zur medizinischen Fürsorge der armen Bevölkerung 27 Armen- und Pfründler-Krankenspitäler, zwei Krankenhäuser und 57 Fürsorgeeinrichtungen. Letztere Institutionen unterstanden kirchlichen, militärischen und herrschaftlichen Verwaltungen.

## Geographische Beschreibung
Zu den größeren Ortschaften im Kreis zählten Böhmisch Skalitz, Borohrádek, Braunau, Častalowitz, Opočno, Dobruschka, Geyersberg, Hohenbruck, Jaroměř (Jaromieř), Königgrätz, Königinhof, Kosteletz, Kukus, Náchod, Neustadt ob der Mettau, Neuhradek, Politz, Reichenau, Rokitnitz, Senftenberg, Solnitz, Starkstadt, Tinischt und Trautenau.
Die Landschaft im Kreis ist teilweise gebirgig, hügelig und in Nähe der Flüsse Elbe und Adler eben. Zu den wichtigsten Gebirgslandschaften gehören das Adlergebirge, das Politzer Bergland, das Halbstädter Bergland, das Schatzlarer Bergland und südöstliche Bereiche des Riesengebirges. Im Gebiet des Königgrätzer Kreises lag auch die Adersbacher Felsenstadt (von Watterich auch als Steinwald bezeichnet).
Bis 1477 gehörten auch Lewin und Umgebung (Lewiner Ländchen, tschechisch Levínsko) und das später als Böhmischer Winkel bezeichnete Gebiet zum Königgrätzer Kreis. Diese Gebiete wurden in diesem Jahr aus der Herrschaft Nachod ausgegliedert und mit der Herrschaft Hummel verbunden, die im selben Jahr in die böhmische Grafschaft Glatz eingegliedert wurde. Dadurch verkleinerte sich der Umfang des Königgrätzer Kreises, dessen östliche Grenze nun nur wenige Kilometer von Náchod entfernt lag.
Zu den größeren Wasserläufen im ehemaligen Kreisgebiet zählen die Elbe, die Adler, die Metuje (Mettau) und die Úpa (Aupa). Entsprechend statistischen Zusammenstellungen gab es um 1845 im Königgrätzer Kreis Wasserflächen bzw. wasserreiche Landschaften, die nach Teichen ohne Rohrwuchs (7,84 km2), Teiche und Sümpfe mit Rohrwuchs (0,35 km2) sowie Sümpfe ohne Rohrwuchs (1,18 km2) unterschieden wurden.

## Land- und Fischwirtschaft
Für die Feldwirtschaft liegen die ergiebigen Areale in den hügeligen und flachen Gebieten des Kreises. Der Anbau von Nutzpflanzen ist in den ausgedehnten Ebenen seit langer Zeit verbreitet gewesen. Insgesamt bestehen 1483 km2 Ackerland, 195,8 km2 Hutweiden und 880,4 km2 Wald. Die Flächen für Wiesen, Gärten und Weinanbau machten insgesamt 331,4 km2 aus.
Um 1845 waren im Ackerbau vorrangig Weizen und Gerste die wichtigsten Getreidesorten. Schwerpunkte des Weizenanbaus waren die Regionen um Smiřitz, Jaroměř, Großskalitz und Neustadt ob der Mettau. Innerhalb Böhmens nahm der Königgrätzer Kreis beim Haferanbau den Schwerpunkt ein. Zu den hier üblichen Feldfrüchten gehörten Kartoffeln, Futterkräuter, Hülsenfrüchte, Flachs und Hanf. Im Umfeld der Stadt Königgrätz befand sich der Schwerpunkt des Zichorienanbaus. Mahlmühlen für landwirtschaftliche Rohprodukte gab es besonders in den wasserreichen Vorgebirgsregionen, so beispielsweise um Königinhof an der Elbe und bei Kosteletz an der Adler.
In der Viehwirtschaft stand um 1845 im Königgrätzer Kreis die Rinderhaltung mit 61.431 (1840: 71.520) Kühen, 4051 (1840: 4936) Ochsen an erster Stelle. An zweiter Position mit 45.428 (1840: 44.467) Tieren stand die Schafhaltung.
Ferner hielt man hier 8000 Schweine, 10.000 Ziegen und 100.000 Gänse. Im Kreis existierten um 1845 14.224 (1840: 15.875) Pferde. Von den Wildtieren waren um 1840 die Fasane und Rebhühner und Hasen die am häufigsten erlegten Jagdtiere. Von der Bevölkerung der Gebirgsgegenden zielte das Interesse ihrer Wildnutzung auf Wildschweine und Hirsche, diese teilweise in Tiergehegen gehalten, sowie auf das Auerhuhn und Haselhuhn.
Im Königgrätzer Kreis bestanden 7 industrielle Fabriken und 900 kleinere Gewerbebetriebe zur Schafwollverarbeitung und 261 kleinere Betriebe, die tierische Häute und Felle be- und verarbeiteten. Abfälle aus der Viehwirtschaft arbeiteten 177 Betriebe auf. 51 Gewerbebetriebe befassten sich mit der Verarbeitung von Seide.
Durch die Nutzung des natürlichen Fischbestandes in den Flussläufen fing man Aale Karpfen, Hechte, Barben, Weißlinge, Schleien, Äschen, Grundeln und Haberfische, in den Gebirgsbächen hauptsächlich Forellen. Der Tierfang in der Elbe erbrachte auch Welse, Lachse und Fischotter. Die Fischzucht in den Teichen konzentrierte sich auf die Gegend von Častalowitz. Der jährliche Fischertrag im Königgrätzer Kreis um 1845 belief sich auf 650 Zentner.

## Weitere Gewerbebereiche
Im Königgrätzer Kreis existierten Manufakturen und kleinere Gewerbebetriebe, die im Bereich der Posamentierarbeiten und Putzwarenherstellung tätig waren. In Königgrätz existierten Handelsbetriebe mit vielseitigen Sortimenten. Ein Schöpfwerk versorgte die auf einer Erhebung liegende Altstadt mit Wasser aus der Elbe. In Nachod befand sich eine bedeutende Leinwandmanufaktur. Flachsspinnerei und Papierherstellung gab es in der Stadt Trautenau, die auch die Funktion eines Stapelplatzes am Riesengebirge einnahm. In Senftenberg betrieb man Leinwandweberei und die Herstellung von Papier. Für die Streichgarnspinnerei, Tuchherstellung, Leinwandbleiche und Papiermachéherstellung gab es Betriebe in Reichenau. Eine große Papierfabrik, die jährlich 2400 Ries erzeugen konnte, befand sich in Hronow. In Braunau existierte seit längerer Zeit Tuchmacherei, die vorrangig scharlachrot gefärbte Waren erzeugte und diese in großem Umfang an Händler in der Türkei absetzte.

## Montanwirtschaft und andere mineralische Rohstoffe
Für Bauzwecke gewann man in Steinbrüchen Sandstein an mehreren Orten. Es wurden Schotter-, Sand- und Lehmgruben betrieben.
Um 1845 existierten im Kreis zwei Eisenwerke, neun Steinkohlenzechen, ein Arsenik- und ein Graphitwerk. Versuche zum Kohleabbau gab es an mehreren Orten: In der Allodialherrschaft Nachod bei den Ortschaften Schwadonitz, Straškowitz, Bohdaschin, Wodolow, Hrtin, Zdarka, Sedlowitz, Oberkosteletz, Dřevíč, Zabokrk und Hronow. Ferner gab es Steinkohlenbergbau bei Schatzlar und in der Region Trautenau die Zechen St. Franziska, Wilhelm, St. Johannis und Rafael.

## Verkehr
Die von Prag heranführende Schlesische Chaussee verlief über Königgrätz, Jaroměř und Nachod über die Landesgrenze weiter nach Reinerz und Glatz. Um 1845 wurden im Kreis Wegemautbeträge für überregionale Straßen meist in den Vorstädten sowie Brückenzölle erhoben.

## Lage
Angrenzende Kreise und Gebiete um 1845 waren:
- im Norden und Osten: die preußische Provinz Schlesien
- im Westen: Bidschower Kreis
- im Süden: Chrudimer Kreis